# Premier de Tokio
El Torneo de Tokio o Abierto del Pacífico (oficialmente llamado Toray Pan Pacific Open Tennis) es un torneo de tenis de la WTA, que se realiza anualmente desde 1984 en Tokio, Japón. Está clasificado como un evento WTA 500. Tradicionalmente el torneo se jugó sobre canchas de carpeta bajo techo en el Tokyo Metropolitan Gymnasium, pero a partir del 2008 se juega en pista dura al aire libre en el Ariake Coliseum.

## Campeonas

### Individual
| Año           | Campeona             | Finalista                | Resultado           |
| ------------- | -------------------- | ------------------------ | ------------------- |
| 1984          | Manuela Maleeva      | Claudia Kohde-Kilsch     | 3-6, 6-4, 6-4       |
| 1985          | Manuela Maleeva      | Bonnie Gadusek           | 7-6(2), 3-6, 7-5    |
| 1986          | Steffi Graf          | Manuela Maleeva          | 6-4, 6-2            |
| 1987          | Gabriela Sabatini    | Manuela Maleeva          | 6-4, 7-6(6)         |
| 1988          | Pam Shriver          | Helena Suková            | 7-5, 6-1            |
| 1989          | Martina Navrátilová  | Lori McNeil              | 6-7(3), 6-3, 7-6(5) |
| 1990          | Steffi Graf          | Arantxa Sánchez Vicario  | 6-1, 6-2            |
| 1991          | Gabriela Sabatini    | Martina Navrátilová      | 2-6, 6-2, 6-4       |
| 1992          | Gabriela Sabatini    | Martina Navrátilová      | 6-2, 4-6, 6-2       |
| 1993          | Martina Navrátilová  | Larisa Savchenko-Neiland | 6-2, 6-2            |
| 1994          | Steffi Graf          | Martina Navrátilová      | 6-2, 6-4            |
| 1995          | Kimiko Date          | Lindsay Davenport        | 6-1, 6-2            |
| 1996          | Iva Majoli           | Arantxa Sánchez Vicario  | 6-4, 6-1            |
| 1997          | Martina Hingis       | Steffi Graf              | w/o                 |
| 1998          | Lindsay Davenport    | Martina Hingis           | 6-3, 6-3            |
| 1999          | Martina Hingis       | Amanda Coetzer           | 6-2, 6-1            |
| 2000          | Martina Hingis       | Sandrine Testud          | 6-3, 7-5            |
| 2001          | Lindsay Davenport    | Martina Hingis           | 6-7(4), 6-4, 6-2    |
| 2002          | Martina Hingis       | Monica Seles             | 7-6(6), 4-6, 6-3    |
| 2003          | Lindsay Davenport    | Monica Seles             | 6-7(6), 6-1, 6-2    |
| 2004          | Lindsay Davenport    | Magdalena Maleeva        | 6-4, 6-1            |
| 2005          | María Sharápova      | Lindsay Davenport        | 6-1, 3-6, 7-6(5)    |
| 2006          | Elena Dementieva     | Martina Hingis           | 6-2, 6-0            |
| 2007          | Martina Hingis       | Ana Ivanović             | 6-4, 6-2            |
| 2008          | Dinara Sáfina        | Svetlana Kuznetsova      | 6-1, 6-3            |
| ↓ Premier 5 ↓ |                      |                          |                     |
| 2009          | María Sharápova      | Jelena Janković          | 5-2, ret.           |
| 2010          | Caroline Wozniacki   | Elena Dementieva         | 1-6, 6-2, 6-3       |
| 2011          | Agnieszka Radwańska  | Vera Zvonareva           | 6-3, 6-2            |
| 2012          | Nadia Petrova        | Agnieszka Radwańska      | 6-0, 1-6, 6-3       |
| 2013          | Petra Kvitová        | Angelique Kerber         | 6-2, 0-6, 6-3       |
| ↓ Premier ↓   |                      |                          |                     |
| 2014          | Ana Ivanović         | Caroline Wozniacki       | 6-2, 7-6(2)         |
| 2015          | Agnieszka Radwańska  | Belinda Bencic           | 6-2, 6-2            |
| 2016          | Caroline Wozniacki   | Naomi Osaka              | 7-5, 6-3            |
| 2017          | Caroline Wozniacki   | Anastasia Pavlyuchenkova | 6-0, 7-5            |
| 2018          | Karolína Plíšková    | Naomi Osaka              | 6-4, 6-4            |
| 2019          | Naomi Osaka          | Anastasia Pavlyuchenkova | 6-2, 6-3            |
| 2020          | No celebrado         | No celebrado             | No celebrado        |
| 2021          | No celebrado         | No celebrado             | No celebrado        |
| ↓ WTA 500 ↓   |                      |                          |                     |
| 2022          | Liudmila Samsónova   | Qinwen Zheng             | 7-5, 7-5            |
| 2023          | Veronika Kudermétova | Jessica Pegula           | 7-5, 6-1            |
| 2024          | Qinwen Zheng         | Sofia Kenin              | 7-6(5), 6-3         |

### Dobles
| Año           | Campeonas                                 | Finalistas                              | Resultado           |
| ------------- | ----------------------------------------- | --------------------------------------- | ------------------- |
| 1984          | Claudia Kohde-Kilsch Helena Suková        | Elizabeth Sayers Catherine Tanvier      | 6-4, 6-4            |
| 1985          | Claudia Kohde-Kilsch Helena Suková        | Marcella Mesker Elizabeth Sayers-Smylie | 6-0, 6-4            |
| 1986          | Bettina Bunge Steffi Graf                 | Katerina Maleeva Manuela Maleeva        | 6-1, 6-7(4), 6-2    |
| 1987          | Anne White Robin White                    | Katerina Maleeva Manuela Maleeva        | 6-1, 6-2            |
| 1988          | Pam Shriver Helena Suková                 | Gigi Fernández Robin White              | 4-6, 6-2, 7-6(5)    |
| 1989          | Katrina Adams Zina Garrison               | Mary Joe Fernández Claudia Kohde-Kilsch | 6-3, 3-6, 7-6(5)    |
| 1990          | Gigi Fernández Elizabeth Sayers-Smylie    | Jo-Anne Faull Rachel McQuillan          | 6-2, 6-2            |
| 1991          | Kathy Jordan Elizabeth Sayers-Smylie      | Mary Joe Fernández Robin White          | 4-6, 6-0, 6-3       |
| 1992          | Arantxa Sánchez Vicario Helena Suková     | Martina Navrátilová Pam Shriver         | 7-5, 6-1            |
| 1993          | Martina Navrátilová Helena Suková         | Lori McNeil Rennae Stubbs               | 6-4, 6-3            |
| 1994          | Elizabeth Sayers-Smylie Pam Shriver       | Manon Bollegraf Martina Navrátilová     | 6-3, 3-6, 7-6(3)    |
| 1995          | Gigi Fernández Natasha Zvereva            | Lindsay Davenport Rennae Stubbs         | 6-0, 6-3            |
| 1996          | Gigi Fernández Natasha Zvereva            | Mariaan de Swardt Irina Spîrlea         | 7-6(7), 6-3         |
| 1997          | Lindsay Davenport Natasha Zvereva         | Gigi Fernández Martina Hingis           | 6-4, 6-3            |
| 1998          | Martina Hingis Mirjana Lučić              | Lindsay Davenport Natasha Zvereva       | 7-5, 6-4            |
| 1999          | Lindsay Davenport Natasha Zvereva         | Martina Hingis Jana Novotná             | 6-2, 6-3            |
| 2000          | Martina Hingis Mary Pierce                | Alexandra Fusai Nathalie Tauziat        | 6-4, 6-1            |
| 2001          | Lisa Raymond Rennae Stubbs                | Anna Kournikova Iroda Tulyaganova       | 7-6(5), 2-6, 7-6(6) |
| 2002          | Lisa Raymond Rennae Stubbs                | Els Callens Roberta Vinci               | 6-1, 6-1            |
| 2003          | Elena Bovina Rennae Stubbs                | Lindsay Davenport Lisa Raymond          | 6-3, 6-4            |
| 2004          | Cara Black Rennae Stubbs                  | Elena Likhovtseva Magdalena Maleeva     | 6-0, 6-1            |
| 2005          | Janette Husárová Elena Likhovtseva        | Lindsay Davenport Corina Morariu        | 6-4, 6-3            |
| 2006          | Lisa Raymond Samantha Stosur              | Cara Black Rennae Stubbs                | 6-2, 6-1            |
| 2007          | Lisa Raymond Samantha Stosur              | Vania King Rennae Stubbs                | 7-6(6), 3-6, 7-5    |
| 2008          | Vania King Nadia Petrova                  | Lisa Raymond Samantha Stosur            | 6-1, 6-4            |
| ↓ Premier 5 ↓ |                                           |                                         |                     |
| 2009          | Alisa Kleybanova Francesca Schiavone      | Daniela Hantuchová Ai Sugiyama          | 6-4, 6-2            |
| 2010          | Iveta Benešová Barbora Záhlavová-Strýcová | Shahar Peer Shuai Peng                  | 6-4, 4-6, [10-8]    |
| 2011          | Liezel Huber Lisa Raymond                 | Gisela Dulko Flavia Pennetta            | 7-6(4), 0-6, [10-6] |
| 2012          | Raquel Kops-Jones Abigail Spears          | Anna-Lena Grönefeld Květa Peschke       | 6-1, 6-4            |
| 2013          | Cara Black Sania Mirza                    | Hao-Ching Chan Liezel Huber             | 4-6, 6-0, [11-9]    |
| ↓ Premier ↓   |                                           |                                         |                     |
| 2014          | Cara Black Sania Mirza                    | Garbiñe Muguruza Carla Suárez           | 6-2, 7-5            |
| 2015          | Garbiñe Muguruza Carla Suárez             | Hao-Ching Chan Yung-Jan Chan            | 7-5, 6-1            |
| 2016          | Sania Mirza Barbora Strýcová              | Chen Liang Zhaoxuan Yang                | 6-1, 6-1            |
| 2017          | Andreja Klepač María José Martínez        | Daria Gavrilova Daria Kasátkina         | 6-3, 6-2            |
| 2018          | Miyu Kato Makoto Ninomiya                 | Andrea Hlaváčková Barbora Strýcová      | 6-4, 6-4            |
| 2019          | Hao-Ching Chan Yung-Jan Chan              | Hsieh Shu-ying Su-Wei Hsieh             | 7-5, 7-5            |
| 2020          | No celebrado                              | No celebrado                            | No celebrado        |
| 2021          | No celebrado                              | No celebrado                            | No celebrado        |
| ↓ WTA 500 ↓   |                                           |                                         |                     |
| 2022          | Gabriela Dabrowski Giuliana Olmos         | Nicole Melichar Ellen Perez             | 6-4, 6-4            |
| 2023          | Ulrikke Eikeri Ingrid Neel                | Eri Hozumi Makoto Ninomiya              | 3-6, 7-5, [10-5]    |
| 2024          | Shuko Aoyama Eri Hozumi                   | Ena Shibahara Laura Siegemund           | 6-4, 7-6(3)         |